# Jednostka naukowa
Jednostka naukowa – instytucja prowadząca w sposób ciągły badania naukowe lub prace rozwojowe.
W rozumieniu uchylonej ustawy z dnia 30 kwietnia 2010 r. o zasadach finansowania nauki były to w Polsce:
1. podstawowe jednostki organizacyjne uczelni w rozumieniu statutów tych uczelni,
2. jednostki naukowe Polskiej Akademii Nauk,
3. instytuty badawcze,
4. międzynarodowe instytuty naukowe utworzone na podstawie odrębnych przepisów, działające na terytorium Rzeczypospolitej Polskiej,
5. Polską Akademię Umiejętności,
6. inne jednostki organizacyjne, niewymienione powyżej, a posiadające osobowość prawną i siedzibę na terytorium Rzeczypospolitej Polskiej, w tym przedsiębiorców posiadających status centrum badawczo-rozwojowego[2], nadawany na podstawie ustawy z dnia 30 maja 2008 r. o niektórych formach wspierania działalności innowacyjnej[3][4]

Dzięki temu miano jednostki naukowej mogły zyskać na przykład: stowarzyszenia i fundacje – prowadzące badania naukowe lub prace rozwojowe.